# آخرین شاهد
آخرین شاهد (انگلیسی: The Last Witness) یک فیلم به کارگردانی پیتر اسزیکوپیکاک در ژانر مهیج است که در سال ۲۰۱۸ منتشر شد. از بازیگران آن می‌توان الکس پتیفر، رابرت وینسکویچ، تلولا رایلی، مایکل گمبون، و هنری لوید-هیوز را نام برد. در سال ۱۳۹۸ با مدیریت سبحان اکرامی و با هنرنمایی اساتید مازیار بازیاران و نصرالله مدقالچی به فارسی دوبله شد.